# Ostatky u Křenůvek
Ostatky u Křenůvek bylo malé katastrální území o rozloze 0,017949 km² rozkládající se na Drahanské vrchovině v těsném sousedství se zástavbou obce Křenůvky. Katastrální území Ostatky u Křenůvek vzniklo v rámci příprav na optimalizaci vojenského újezdu Březina k 29. říjnu 2013 vyčleněním z katastrálního území Osina. Do 31. prosince 2015 náleželo k vojenskému újezdu Březina. K 1. lednu 2016 pak bylo toto katastrální území na základě zákona č. 15/2015 Sb. o hranicích vojenských újezdů přičleněno k obci Myslejovice. K 2. srpnu 2017 bylo začleněno do katastru Křenůvek.

## Charakteristika
Na rozdíl od ostatních bývalých částí vojenského újezdu Březina nezahrnuje tento katastr žádné lesní pozemky. Kromě jednoho pozemku s ornou půdou se zde nachází pozemek s jedním číslem popisným, k němuž vede komunikace z Křenůvek.

## Historický přehled
Celé moderní k. ú. Ostatky u Křenůvek bylo původně součástí katastrálního území Myslejovice. Po vzniku vojenského újezdu Březina byly pozemky moderního k. ú. Ostatky u Křenůvek k 1. červnu 1977 od Myslejovic odděleny a začleněny v rámci vojenského újezdu do nově vytvořeného k. ú. Osina, z něhož pak byly vyčleněny k 29. říjnu 2013. K 2. srpnu 2017 bylo celé katastrální území Ostatky u Křenůvek začleněno do katastrálního území Křenůvky.